# Club alpin liechtensteinois
Le Club alpin liechtensteinois — ou Association alpine liechtensteinoise (en allemand : Liechtensteiner Alpenverein) — est un club alpin du Liechtenstein. 
Fondée à Schaan en tant que section du Club alpin allemand et autrichien en 1909, l'association est dissoute après la guerre. Elle est refondée le 5 juillet 1946.